# Onthophagus foedus
Onthophagus foedus là một loài bọ cánh cứng trong họ Bọ hung (Scarabaeidae).